# John Cruickshank
John Cruickshank   (Milltown of Rothiemay, 5 de juliol de 1787 - Aberdeen, 16 de novembre de 1875) va ser un matemàtic escocès.

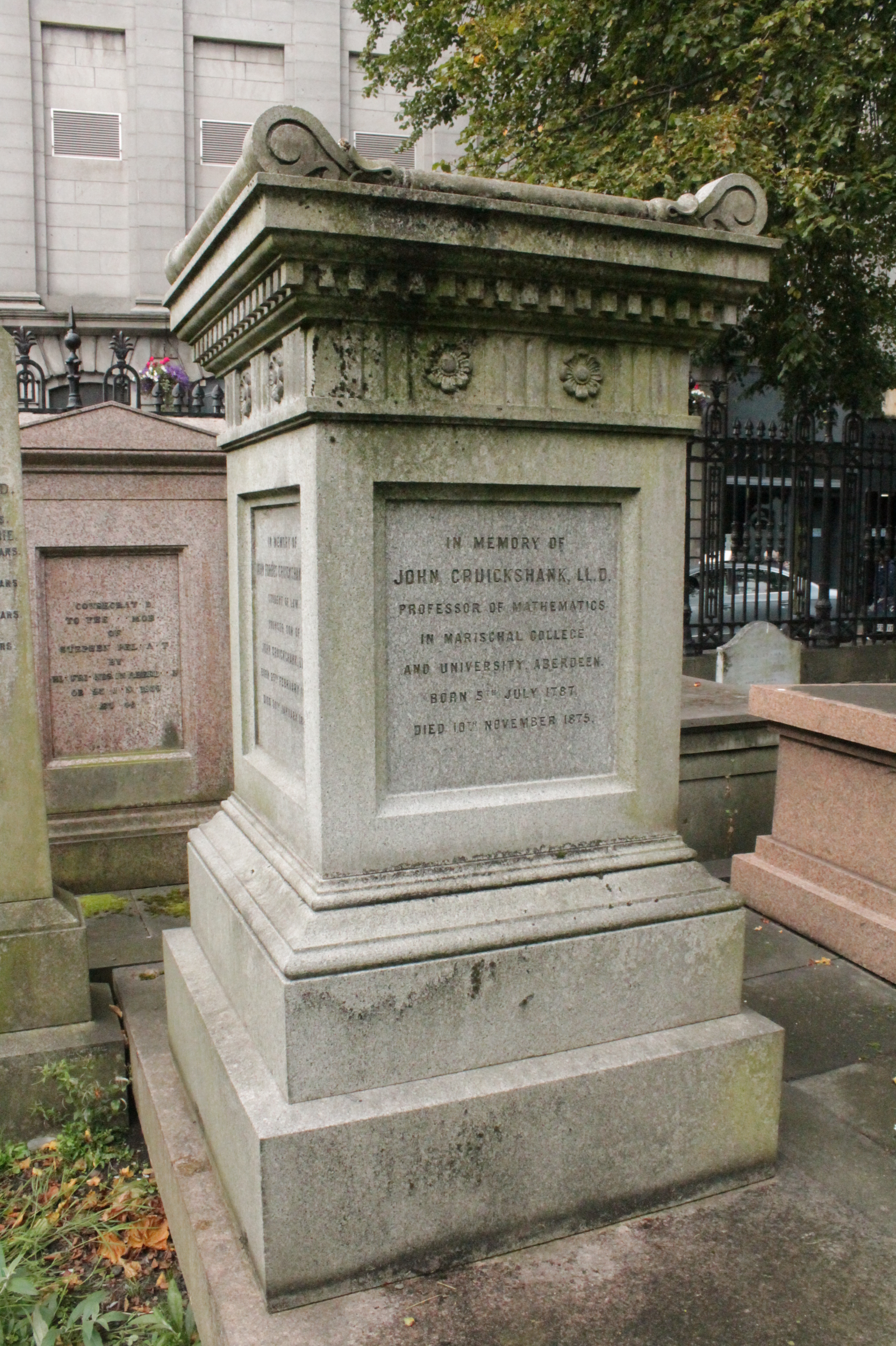
Tomba de Cruickshank al cementiri de l'església de St. Nicholas a Aberdeen.

Nascut a la població de Rothiemay (consell de Moray), va aconseguir una beca per estudiar al Marischal College (actualment universitat d'Aberdeen), en el qual es va graduar el 1809. Després de fer de professor a diferents escoles de Boharm, Haddo i Netherdale, el 1814 va començar a donar classes de matemàtiques al Marischal College, institució que ja no va deixar fins al 1860, quan es va retirar en fusionar-se el Marischal College i el King's College Aberdeen per formar la universitat d'Aberdeen.
Durant el seu temps al Marischal College va introduir nombroses innovacions pedagògiques per a donar-li prestigi als títols emesos per la institució. També va ser professor d'Alexander Bain.